# جام باشگاه‌های کارائیب ۱۹۹۸
جام باشگاه‌های کارائیب ۱۹۹۸ یک رقابت بین‌المللی فوتبال باشگاهی بود که در کارائیب برای تعیین مسابقات مقدماتی این منطقه برای جام قهرمانان کونکاکاف برگزار شد. قهرمان مسابقات، جو پابلیک به جام قهرمانان کونکاکاف ۱۹۹۹ صعود کرد.
تیم‌های گویان و جزایر کیمن در مسابقات شرکت نکردند؛ بنابراین، دو تیم اضافه از ترینیداد و توباگو به مسابقات دعوت شدند.

## یک‌چهارم نهایی
| تیم اول         | نتیجه | تیم دوم          |
| --------------- | ----- | ---------------- |
| واترهاوس        | ۳–۱   | ستاره مورن-آه-لو |
| کالدونیا ای‌آی‌ای | ۱۳–۰  | کامدونیا چلسی    |
| جو پابلیک       | ۴–۰   | نوتره دامه       |
| سن خوان جابلوته | ۰–۲   | ایگلون دو لمونتن |

## نیمه نهایی
| تیم اول         | نتیجه | تیم دوم          |
| --------------- | ----- | ---------------- |
| جو پابلیک       | ۳–۱   | واترهاوس         |
| کالدونیا ای‌آی‌ای | ۴–۳   | ایگلون دو لمونتن |

## فینال
| جو پابلیک | ۱ – ۰ | کالدونیا ای‌آی‌ای |
| --------- | ----- | --------------- |
| ایو ۲۵'   |       |                 |

جو پابلیک به جام قهرمانان کونکاکاف ۱۹۹۹ صعود کرد.